# اتینگ‌هاوزن (آلمان)
اتینگهاوزن (آلمان) (به آلمانی: Ettinghausen) یک شهر در آلمان است که در وستروالدکرایس واقع شده‌است.